# بری مک کی
بری مک کی (انگلیسی: Barrie McKay؛ زادهٔ ۳۰ دسامبر ۱۹۹۴) بازیکن فوتبال اهل بریتانیا است.
از باشگاه‌هایی که در آن بازی کرده است می‌توان به باشگاه فوتبال کیلمارنوک، باشگاه فوتبال گرینوک مورتون، باشگاه فوتبال ریت روورز، و باشگاه فوتبال رنجرز اشاره کرد.
وی همچنین در تیم‌های ملی فوتبال  اتحادیه فوتبال اسکاتلند، زیر ۱۹ سال اسکاتلند، زیر ۲۱ سال اسکاتلند، و اسکاتلند بازی کرده است.